# Thomas Lawrence

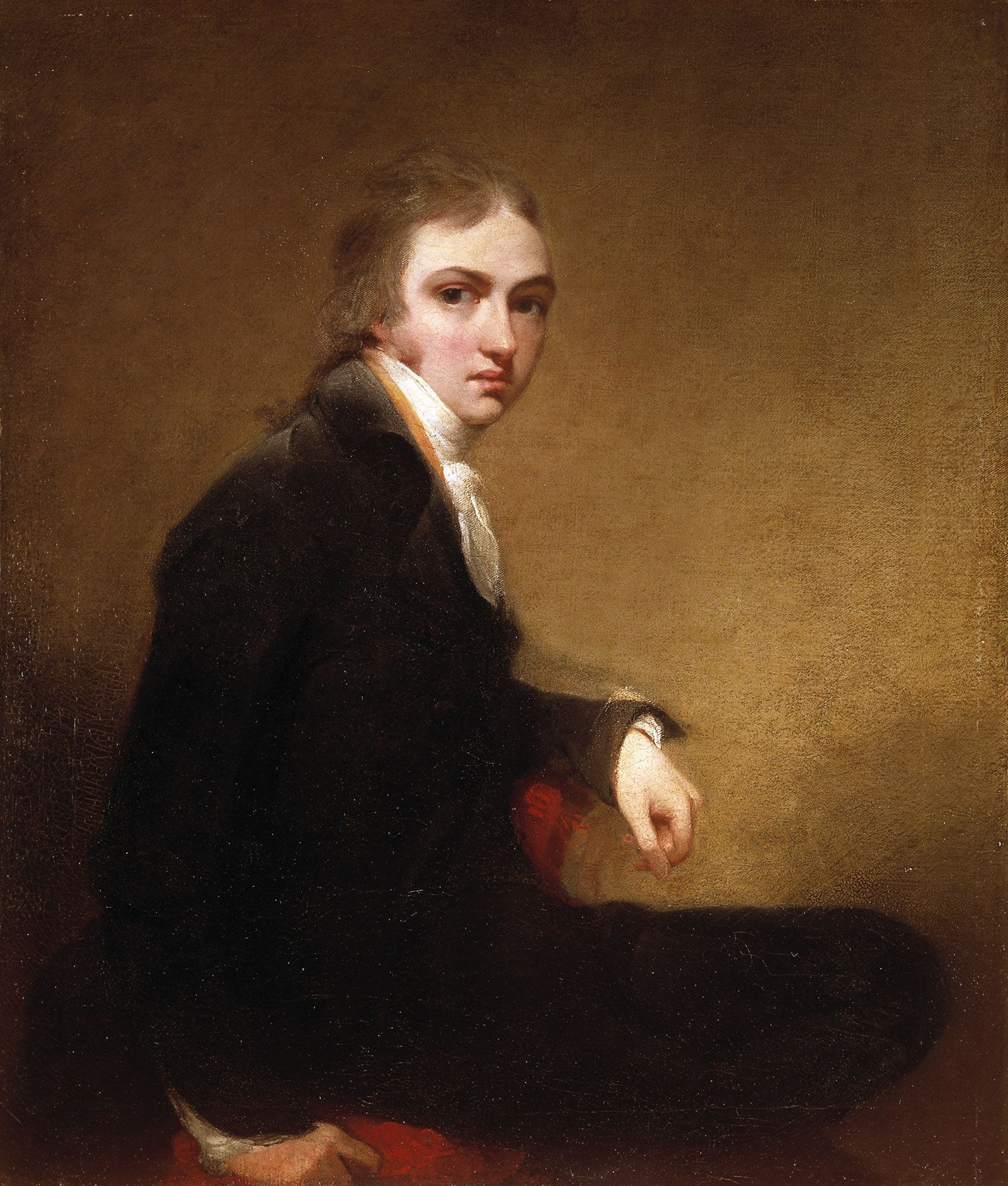
Sir Thomas Lawrence in un autoritratto del 1787-88.

Sir Thomas Lawrence, RA (Bristol, 13 aprile 1769 – Londra, 7 gennaio 1830), è stato un pittore britannico, primo pittore di corte, celebre soprattutto per i suoi ritratti.

## Biografia
Thomas Lawrence nacque a Bristol, figlio del gestore di una stazione di posta, Thomas Lawrence, e Lucy Read, figlia di un sacerdote. Dei sedici figli che ebbe la coppia, solo cinque, lui compreso, sopravvissero all'infanzia. Ben presto la sua famiglia si trasferì presso Devizes, nel Wiltshire. Nel 1779 il padre di Thomas dovette chiudere la sua attività a causa di un fallimento e il talento già manifesto del giovane Lawrence fu per un certo periodo la maggiore fonte di reddito della famiglia. Nel 1782 la famiglia si stabilì a Bath, dove Thomas iniziò la sua attività pittorica. Qualche anno più tardi, nel 1787, Thomas Lawrence si trasferì a Londra, ricevuto da sir Joshua Reynolds, primo pittore di corte. Grazie all'appoggio di Reynolds, Lawrence divenne uno studente della Royal Academy of Arts. Gli altri fratelli William e Andrew, ebbero carriere militari ed ecclesiastiche, mentre le sorelle Lucy ed Anne divennero mogli rispettivamente di un solicitor e di un sacerdote. Tra i suoi nipoti spiccava Andrew Bloxam.
La sua fama era in ascesa: nel 1792, alla morte di Reynolds, entrò a far parte della Society of Dilettanti e ottenne dal re Giorgio III la carica di primo pittore di corte. In breve tempo, Lawrence era divenuto tra i pittori più apprezzati d'Inghilterra e d'Europa. Ritrasse numerose volte sia re Giorgio IV, sia la regina Carolina, tra le sue maggiori estimatrici. Si dice persino che Lawrence fosse l'amante della regina.
Malgrado la fama, Lawrence era oberato dai debiti e nel 1796 Francis Mackenzie, I barone Seaforth, uno dei suoi protettori, pagò la cifra di 1000 sterline ai suoi creditori. Nel 1815 il re lo fece baronetto e nel 1818 Lawrence si portò ad Aquisgrana, per ritrarre le grandi personalità che vi giungevano per partecipare al congresso. In seguito ebbe modo di visitare anche Vienna e Roma, dove fu sempre accolto con tutti gli onori. Tornato in Inghilterra nel 1820, ottenne l'incarico di Presidente della Royal Academy, lasciato vacante da Benjamin West. Lawrence non si sposò mai e morì nel 1830. Suo successore come Primo Pittore fu lo scozzese David Wilkie.

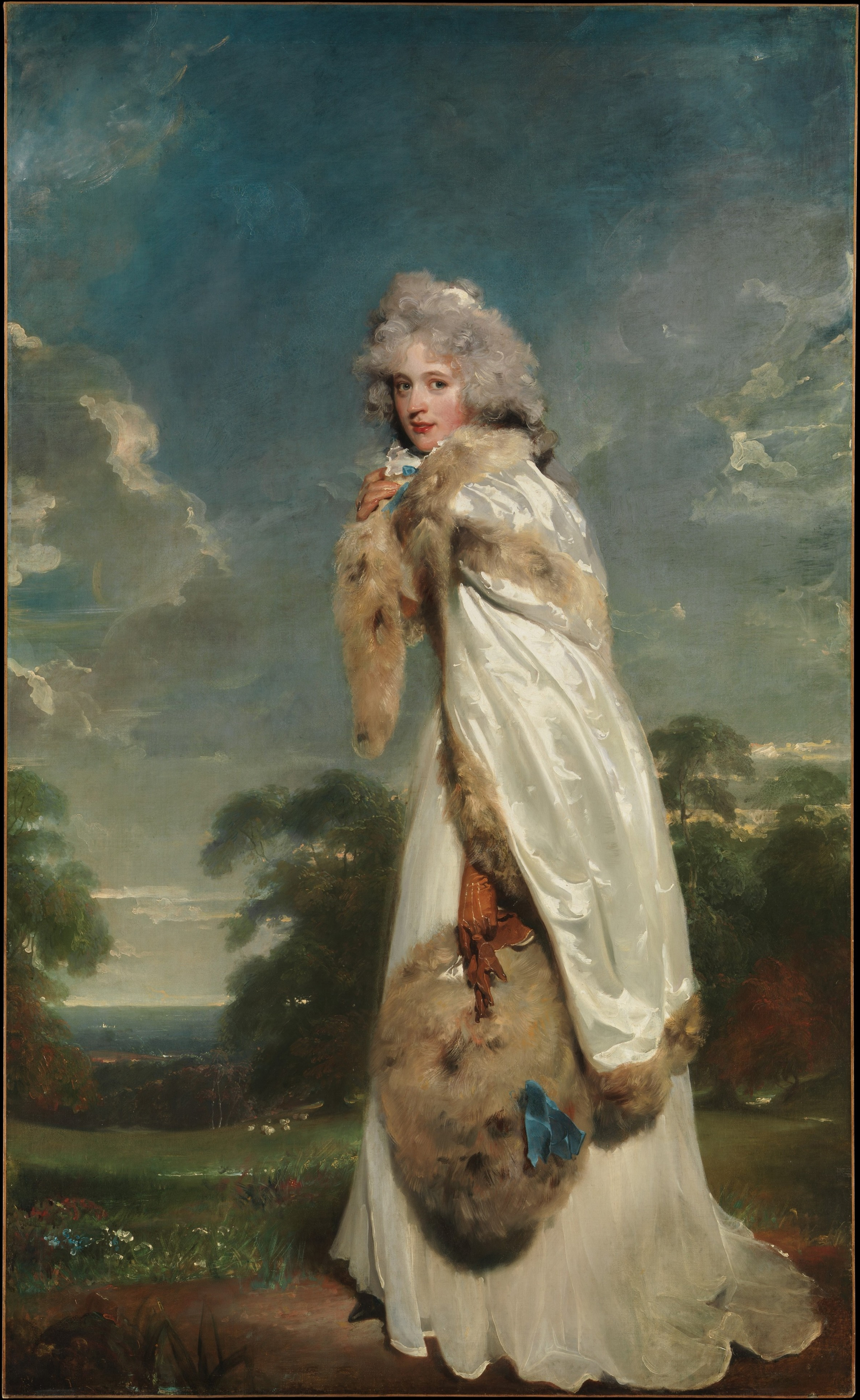
Ritratto di Elizabeth Farren, contessa di Derby, c. 1791, Metropolitan Museum of Art.

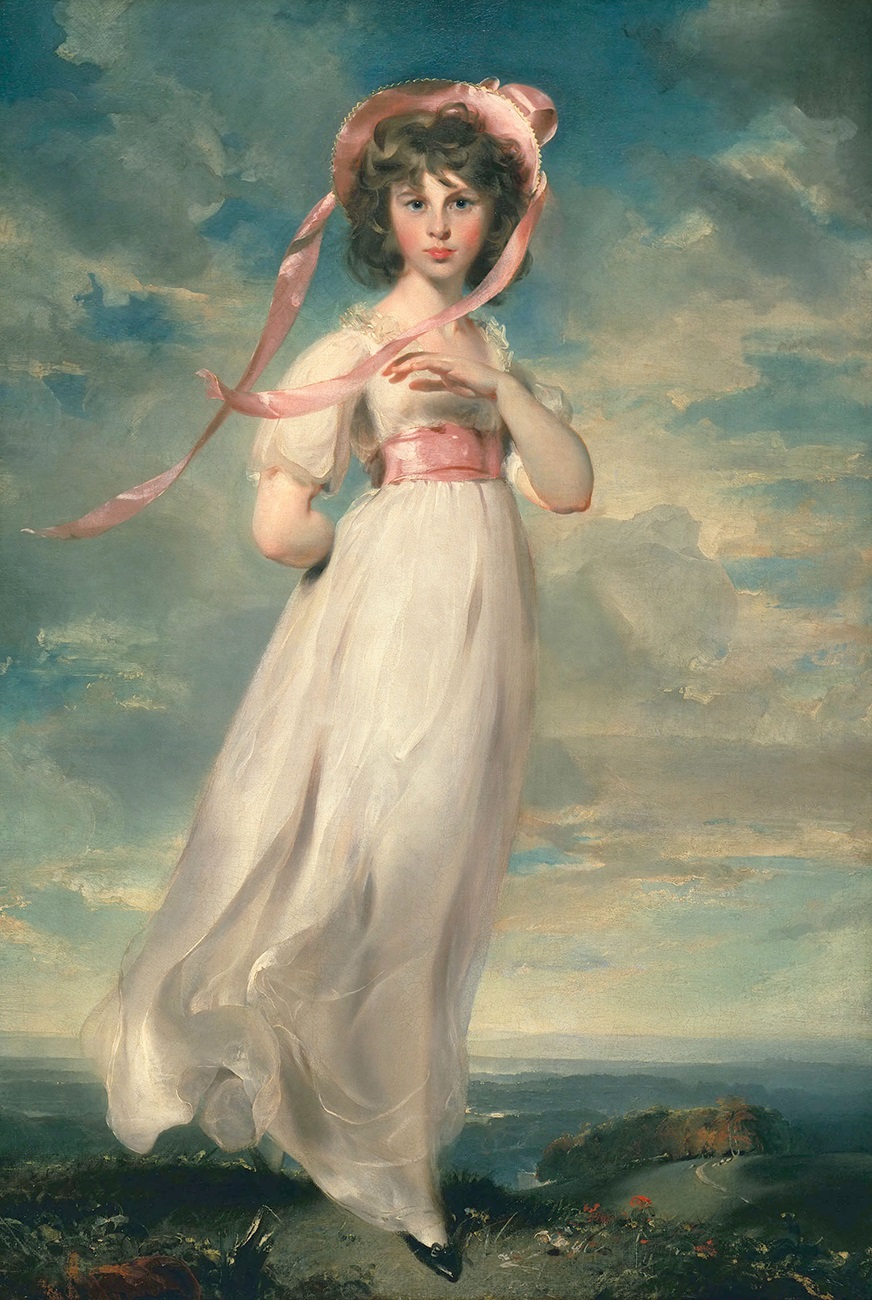
Pinkie, 1794, Huntington Library.

## Galleria d'immagini

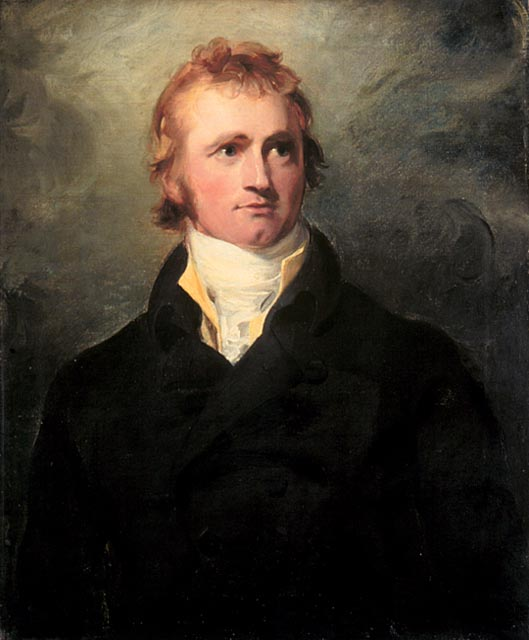
Alexander MacKenzie, c. 1800, National Gallery of Canada.
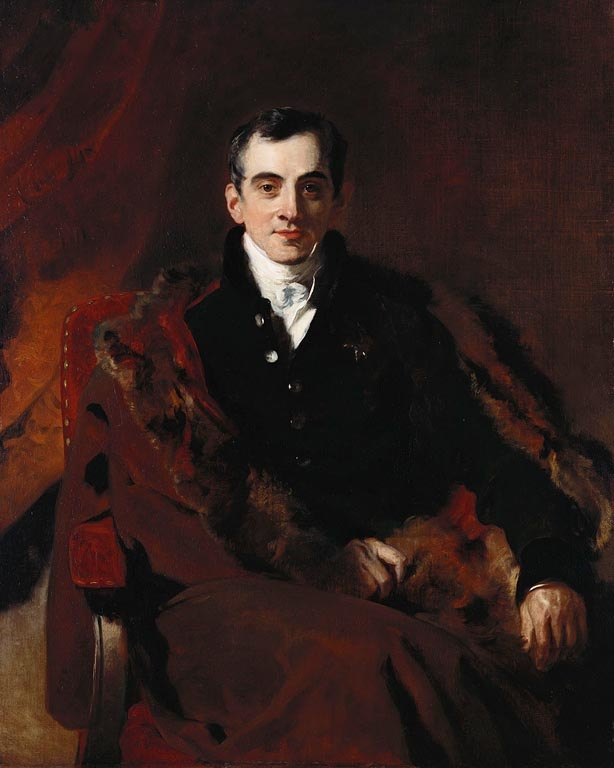
Il conte Giovanni Capo d'Istria, 1818-19, Royal Collection.
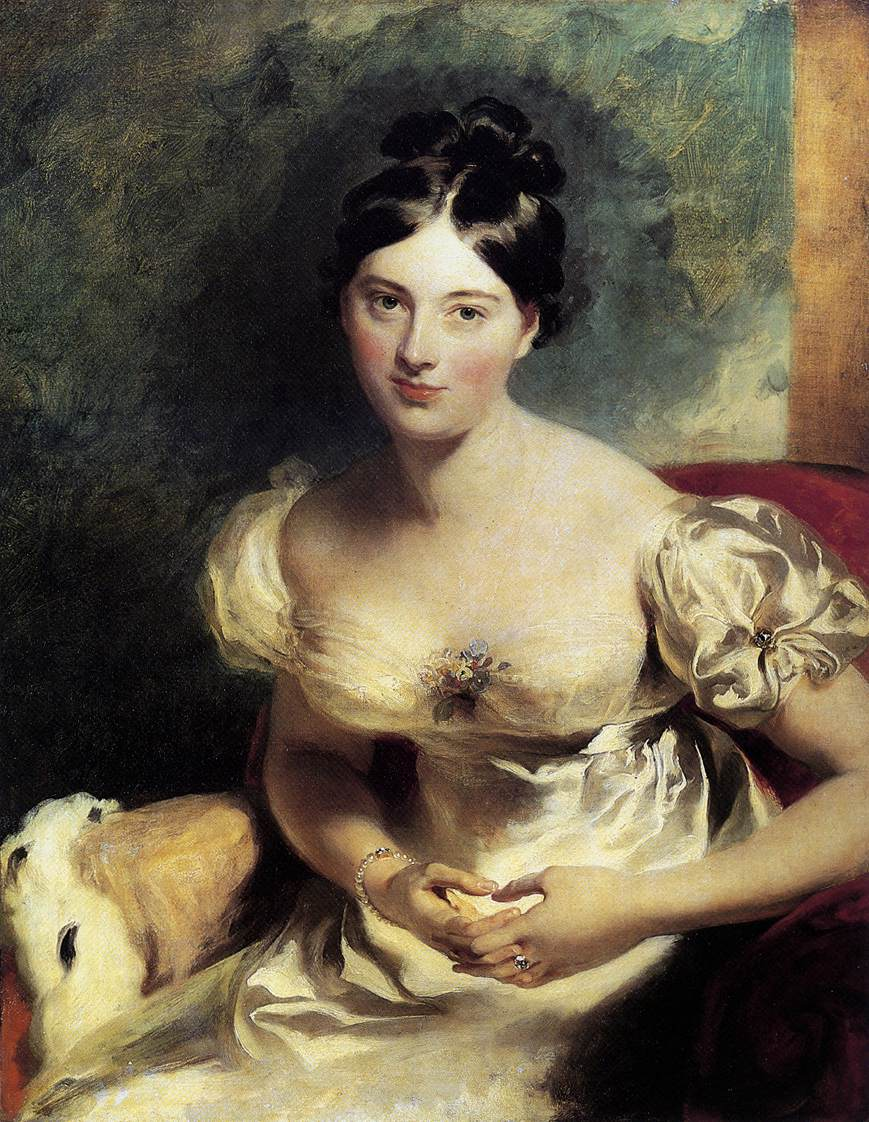
Ritratto di Margherita, Contessa di Blessington, 1819, Wallace Collection, Londra.
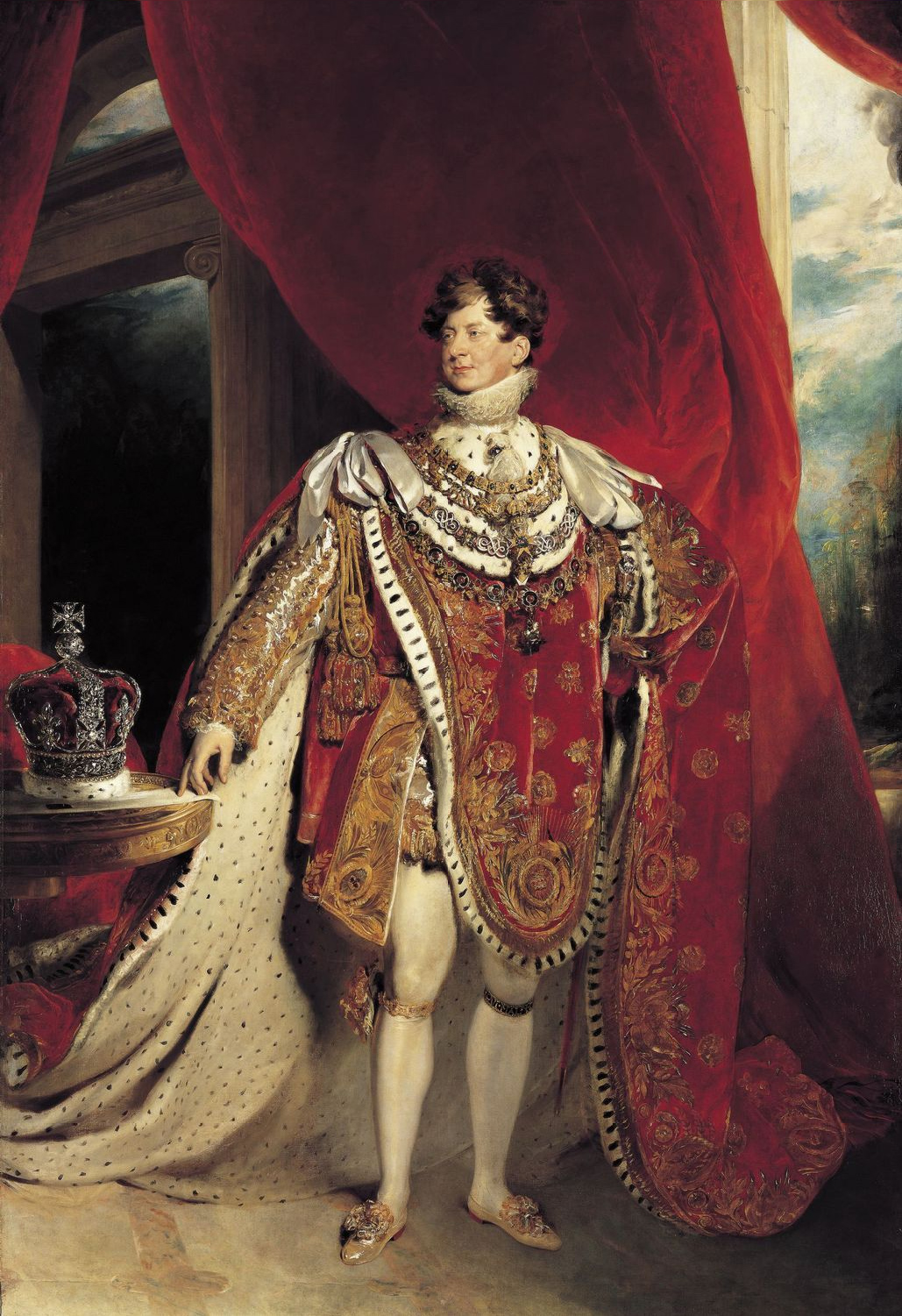
Incoronazione di re Giorgio IV, 1821, Royal Collection.
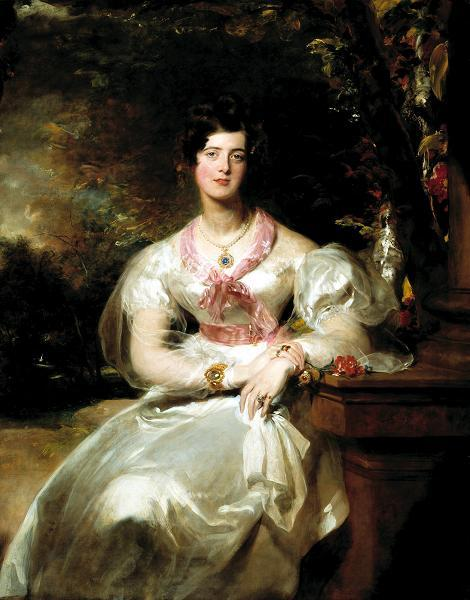
Ritratto dell'onorevole Mrs. Seymour Bathurst, 1828, Dallas Museum of Art.